# Maison de Corswarem
La maison de Corswarem est l'une des plus anciennes familles de la noblesse belge. Son ascendance prouvée remonte à 1213. L'ainé de cette famille porte le titre de duc, les autres ceux de comte ou comtesse. Ils ont pour nom de famille selon les branches de Looz-Corswarem et de Corswarem Looz, de Looz-Corswarem, von Looz-Corswarem, ou de Corswarem.

## Personnalités
- Wilhelm Joseph von Looz-Corswarem (de) (1732-1803), militaire autrichien et Prince régnant de Rheina-Wolbeck ;
- Joseph Arnold von Looz-Corswarem (1770-1827), député français du Premier Empire, fils du précédent ;
- Jean de Looz-Corswarem (1788-1886), général belge, aide de camp du roi Léopold Ier, sénateur ;
- Hippolyte de Looz-Corswarem (1817-1890), général belge, commandant supérieur de la Garde civique à Liège, sénateur ;
- Thierry de Looz-Corswarem (1932-2021), homme politique belge, député de Bruxelles ;
- Clemens Graf von Looz-Corswarem (de) (1947-), historien et archiviste allemand.

## Armes

### Armes d'origine
Blasonnement : "D'hermine à deux fasces de gueules"
Ces armes étaient portées par une branche de cette famille (portant le patronyme de Corswarem) jusqu'en 1955, date de l'extinction de cette branche.

### Armes contemporaines
Blasonnement : "Écartelé : aux 1 et 4, burelé d'or et de gueules de dix pièces (qui est Looz) ; aux 2 et 3, d'argent à deux fasces de sable (qui est Diest) ; sur le tout, d'hermine à deux fasces de gueules (qui est Corswarem)."

## Preuves de noblesse
- 19 février 1652 : concession du titre de baron de Longchamps transmissible à la primogéniture en faveur d’Hubert de Corswarem[3] ;
- 24 décembre 1734 par l'empereur Charles VI : création des titres de duc de Looz-Corswarem et duc de Corswarem-Looz en faveur de respectivement Louis-Félix-Emmanuel-Chrysostome-Denis, comte de Looz-Corswarem, seigneur de Niel, Longchamps, pair de la province de Namur et de Joseph-Philippe-Hyacinthe-François[3]. Le même diplôme confirme "pour autant que de besoin" le titre de comte de Looz-Corswarem concédé en faveur de François, grand-père d'Hubert sus-mentionné, titre transmissible à toute la descendance ;
- 15 novembre 1749 par l'impératrice Marie-Thérèse : autorisation de porter le titre personnel de prince en faveur de Charles-Louis-Auguste-Emmanuel-Ferdinand (fils du duc de Looz-Corswarem)[3] ;
- 17 septembre 1779 : concession du titre de marquis de Ligny transmissible à la primogéniture en faveur de Charles, duc de Looz-Corswarem[3] ;
- 16 février 1816 par le roi Guillaume Ier : le duc Charles-Louis-Auguste-Ferdinand-Emmanuel de Looz-Corswarem obtient reconnaissance de noblesse et du titre de duc transmissible par ordre de primogéniture, tous les autres descendants porteront celui de prince et princesse[4] ;
- 26 avril 1816 par le roi Guillaume Ier : reconnaissance de noblesse et du titre de comte pour tous en faveur de Louis-Antoine de Looz-Corswarem[4] ;
- 10 janvier 1847 à Laeken par le roi Léopold Ier : reconnaissance de noblesse et concession du titre de chevalier transmissible par ordre de primogéniture en faveur de Guillaume-Joseph de Corswarem[5]. Les armes sur le diplôme de reconnaissance correspondent aux armes primitives, l'écu sommé de la couronne de chevalier, et supporté par deux griffons au naturel[5] ;
- 10 janvier 1847 à Laeken par le roi Léopold Ier : reconnaissance de noblesse en faveur de Joseph-Théodore de Corswarem, frère du précédent[5] ;
- 10 janvier 1847 à Laeken par le roi Léopold Ier : reconnaissance de noblesse en faveur de Charles-Philippe-François-Gilles de Corswarem.
- 20 octobre 1921 à Bruxelles par le roi Albert Ier : concession du titre personnel de chevalier en faveur de Théodore-Hubert-Félix-Marie de Corswarem, fils du précédent[5]. Les armes sur le diplôme de reconnaissance correspondent aux armes primitives, l'écu sommé de la couronne de chevalier, et supporté par deux griffons d'or, armés et lampassés de gueules[5] ;
- 25 avril 1977 à Bruxelles par le roi Baudouin : reconnaissance de noblesse en faveur de Clément-Jacques-Joseph-Ghislain de Corswarem[5].

## Possessions

### Seigneuries
- Comté[6],[7] de Bornem[8] ;
- Seigneurie d'Écaussinnes-d'Enghien[9] ;
- Seigneurie puis Duché de Wavre[10] ;
- Seigneurie de Grand-Leez[11],[12] ;
- Seigneurie et baronnie de Trivières[13] ;
- Seigneurie de Zandbergen[14] ;
- Mozet[15].